# Pelodera conica
Pelodera conica är en rundmaskart. Pelodera conica ingår i släktet Pelodera och familjen Rhabditidae. Inga underarter finns listade i Catalogue of Life.